# Hysterochelifer distinguendus
Espèce
Synonymes
- Chelifer distinguendus Beier, 1929

Hysterochelifer distinguendus est une espèce de pseudoscorpions de la famille des Cheliferidae.

## Distribution
Cette espèce est endémique d'Israël. Elle se rencontre vers Haïfa.

## Publication originale
- Beier, 1929 : Die Pseudoskorpione des Wiener Naturhistorischen Museums. II. Panctenodactyli. Annalen des Naturhistorischen Museums in Wien, vol. 43, p. 341-367.